# Joannes Philoponus
Joannes Philoponus (/fɪˈlɒpənəs/; Ἰωάννης ὁ Φιλόπονος, Ioannis Philoponi; khoảng 490 – khoảng 570), còn được gọi là Joannes Ngữ pháp (Ἰωάννης ο γραμματικός) hoặc Joannes xứ Alexandria (Ιωάννης Αλεξανδρεύς), là một nhà ngữ văn người Alexandria, nhà bình luận của Aristotle và thần học Kitô giáo, tác giả của một số lượng đáng kể luận văn triết học và các tác phẩm thần học.
Joannes Philoponus đã tách rời truyền thống Aristotle- Neoplatonic , đặt câu hỏi về phương pháp luận và cuối cùng dẫn đến chủ nghĩa thực nghiệm trong các khoa học tự nhiên. Ông là một trong những người đầu tiên đưa ra một " lý thuyết về sự thúc đẩy " hồi tưởng lại khái niệm quán tính hiện đại về động lực Aristotle.
Sau này trong cuộc đời, Joannes Philoponus quay sang thuyết phục Cơ đốc giáo , lập luận chống lại sự vĩnh cửu của thế giới , một lý thuyết tạo thành nền tảng cho cuộc tấn công ngoại giáo của học thuyết Kitô giáo về Sáng tạo . Ông cũng viết về Kitô học , và đã bị Giáo hội Triều đình lên án như một kẻ dị giáo trong các năm 680-81 vì những gì được coi là một sự giải thích theo tritheistic của Ba Ngôi .
Biệt danh Philoponus của ông dịch là "người yêu vất vả", tức là "siêng năng", ám chỉ đến một miaphysite hội đoàn ở Alexandria, các philoponoi những người tích cực trong việc tranh luận ngoại đạo (tức Tân Platon) nhà triết học. Việc lên án tử hình của ông đã hạn chế sự lan rộng của văn bản của ông, nhưng bản sao tác phẩm của ông đã lưu hành trong các phiên bản Hy Lạp hoặc Latin trong thời Trung Cổ Châu Âu, ảnh hưởng đến Bonaventure và Buridan . Tác phẩm của ông cũng được nhận trong truyền thống học thuật Ả-rập, nơi ông được biết đến như Yaḥyā al-Naḥwī (nghĩa là "Giăng học ngữ văn"). Phê phán của ông về Aristotle trong bình luận Vật lý là một ảnh hưởng lớn đối với Giovanni Pico della Mirandola và Galileo Galilei , người đã trích dẫn Philoponus đáng kể trong các tác phẩm của ông.